# Ainharp
Ainharp ist eine französische Gemeinde mit 128 Einwohnern (Stand 1. Januar 2022) im Département Pyrénées-Atlantiques in der Region Nouvelle-Aquitaine. Die Gemeinde gehört zum Arrondissement Oloron-Sainte-Marie und zum Kanton  Montagne Basque (bis 2015: Kanton Mauléon-Licharre).
Die Bewohner werden Ainharbars genannt. Der Name in der baskischen Sprache lautet Ainharbe.

## Geographie
Ainharp liegt circa 40 Kilometer westlich von Oloron-Sainte-Marie im französischen Teil des Baskenlandes. Der Ort ist Teil der historischen Region Soule, einer der drei historischen Territorien. Umgeben ist Ainharp von den Nachbargemeinden Aroue-Ithorots-Olhaïby im Norden, Espès-Undurein und Viodos-Abense-de-Bas im Osten, Mauléon-Licharre im Südosten, Garindein und Ordiarp im Süden sowie Lohitzun-Oyhercq im Nordwesten.
Ainharp liegt im Einzugsgebiet des Flusses Adour und wird durchquert von zahlreichen Bächen, u. a. der Lafaure und der Borlaas, die in den Saison münden, und der Quihilliri, einem Zufluss der Bidouze.

## Geschichte
Das Dorf liegt auf einem Nebenweg des Jakobswegs nach Santiago de Compostela und war bekannt für seine Pilgerherberge. Das ehemalige Priorat des Bistums Oloron ist 1472 erstmals unter dem Namen Ayharp erwähnt.

### Einwohnerentwicklung
| Jahr      | 1968 | 1975 | 1982 | 1990 | 1999 | 2008 | 2013 |
| --------- | ---- | ---- | ---- | ---- | ---- | ---- | ---- |
| Einwohner | 194  | 186  | 181  | 161  | 142  | 151  | 138  |

## Sehenswürdigkeiten

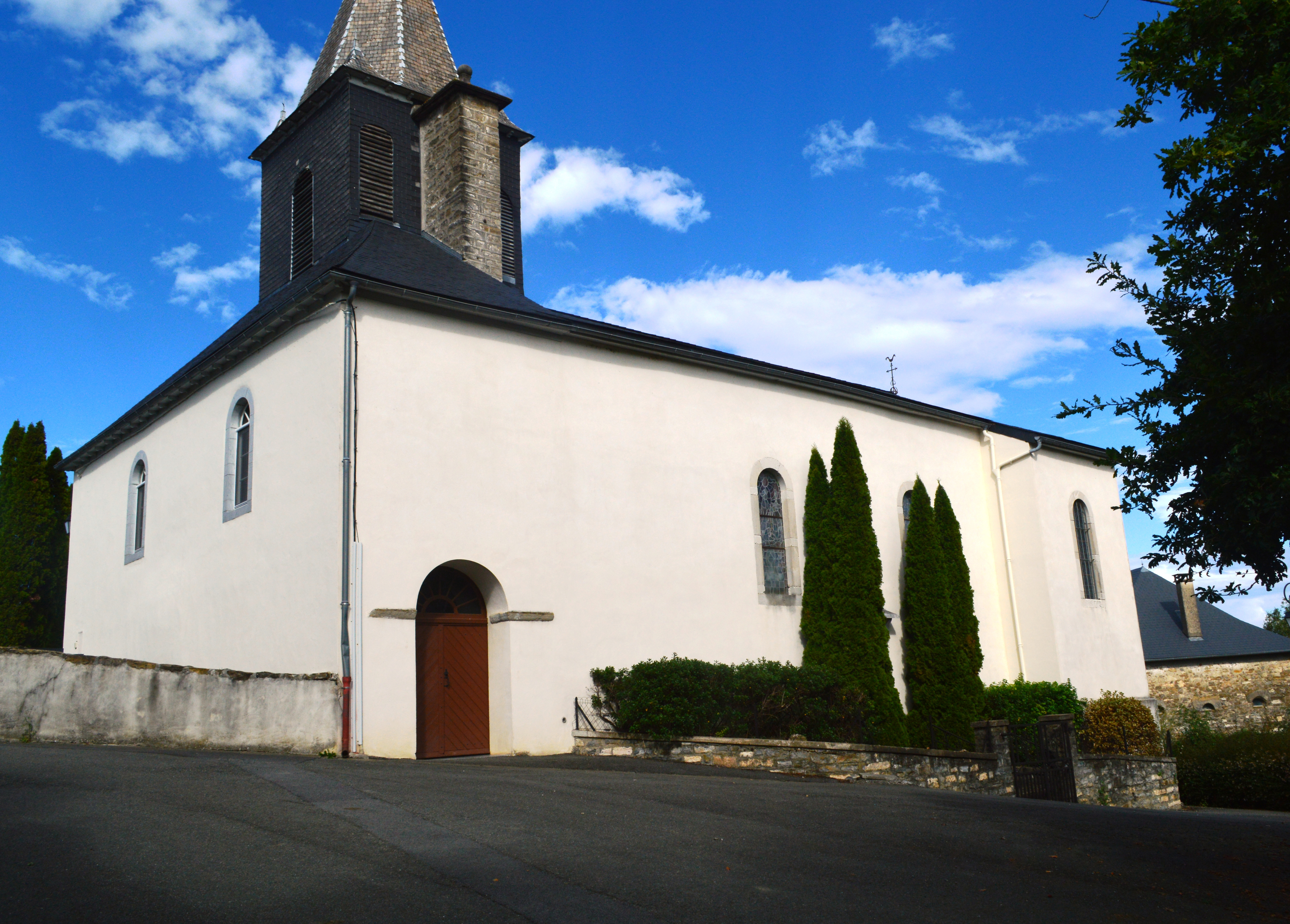
Kirche Saint-Jean-Baptiste

- Die Kirche, gewidmet Johannes dem Täufer, ist eine der ältesten in der Region Soule. Sie ist während der Christianisierung des Baskenlandes im 11. Jahrhundert im romanischen Stil erbaut. Unter dem Vorbau am Eingang sind fünf scheibenförmige Grabsteine aus dem 17. Jahrhundert als Stelen aufgestellt, die zwar häufig in den beiden anderen baskischen Provinzen Labourd und Nieder-Navarra, aber eher selten in Soule anzutreffen sind. Solche Stelen ersetzten im 16. und 17. Jahrhundert die traditionellen Grabsteine. Die Elemente ihrer Gravur können etwas über das Leben des Toten verraten.[4]
- Da das Dorf am Jakobsweg liegt, ist es nicht weiter verwunderlich, einen Kalvarienberg am Ortsausgang anzutreffen, hier in Form eines Steinkreuzes.[4]

## Wirtschaft und Infrastruktur
Die Wirtschaft wird hauptsächlich von der Landwirtschaft (Schaf- und Rinderzucht und Maisanbau) bestimmt.
Ainharp liegt in den Zonen AOC des Ossau-Iraty, ein traditionell hergestellter Schnittkäse aus Schafmilch, der Schweinerasse und des Schinkens „Kintoa“.

### Verkehr
Ainharp ist angeschlossen an die Routes départementales 242 und 344.